# Mykilśke (obwód dniepropetrowski)
Mykilśke (ukr. Микільське) – wieś na Ukrainie, w obwodzie dniepropetrowskim, w rejonie dnieprzańskim, w hromadzie Sołone. W 2001 liczyła 308 mieszkańców, spośród których 282 wskazało jako ojczysty język ukraiński, 23 rosyjski, 2 białoruski, a 1 inny.